# Équipe des îles Vierges britanniques masculine de volley-ball
Cet article traite de l'équipe masculine. Pour l'équipe féminine, voir Équipe des îles Vierges britanniques féminine de volley-ball.
L'équipe des îles Vierges britanniques de volley-ball est composée des meilleurs joueurs des îles sélectionnés par la fédération des îles Vierges britanniques de volley-ball. Elle est actuellement classée au 89e rang mondial par la Fédération internationale de volley-ball au 15 janvier 2010.

## Sélection actuelle
Sélection pour les qualifications aux Championnats du monde 2010.

Entraîneur : Stephen Payne 

## Palmarès et parcours

### Palmarès
Néant.